# یواس‌سی‌جی‌سی اورگرین (دبلیوال‌بی-۲۹۵)
یواس‌سی‌جی‌سی اورگرین (دبلیوال‌بی-۲۹۵) (به انگلیسی: USCGC Evergreen (WLB-295)) یک کشتی بود که طول آن ۱۸۰ فوت (۵۵ متر) بود. این کشتی در سال ۱۹۴۲ ساخته شد.